# Екологія Каспійського моря

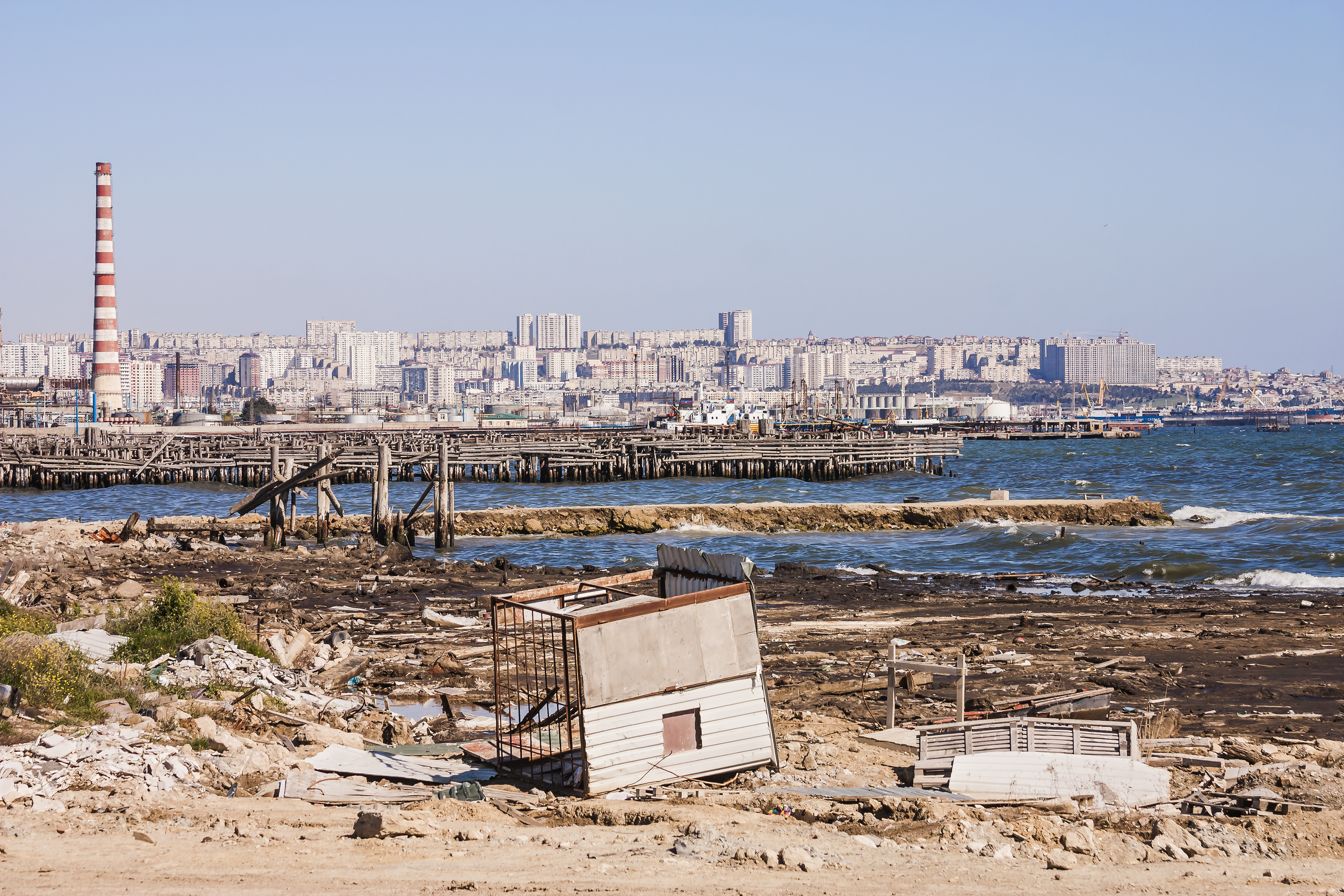
Узбережжя Каспійського моря. Демонтаж старого причалу в морському порту.

Каспійське море можна вважати площею найбільш виразних антропогенних забруднень і навіть екологічних катастроф. Тут мають місце різні за своєю суттю райони екологічного порушення. Крім певних природних складнощів на Каспійському морі — періодична зміна його рівня, що створює незручності для будівництва на узбережжі різного роду будівель, в останні десятиліття активне освоєння нафтогазових об'єктів призводить до інтенсивного забруднення акваторії. Поки вихід з такої ситуації не знайдено; у даному випадку ми можемо лише констатувати такі порушення. Причин тому кілька.
- Проблема юридичного статусу Каспію складна і поки не вирішена. Коли до цього моря виходили тільки дві країни — Радянський Союз і Іран, — його статус визначався двосторонніми угодами 1921 і 1940 років. Поява п'яти прибережних держав і різке зростання інтересу до нафтогазових ресурсів цієї акваторії змінили ситуацію; спільна позиція поки не вироблена. Основна складність вирішення зводиться до трактування географічної сутності Каспійського моря-озера. Якщо ставитися до Каспію як до моря, то його акваторія (по аналогії з Північним морем) повинна бути розділена між прибережними державами на сектори. Якщо ж розглядати його як замкнуту озерну водойму, то користування акваторій має бути загальним, без державних обмежень.

В даний час прийшли до висновку, що водна поверхня моря-озера повинна залишатися в загальному користуванні. А дно буде розділене на п'ять ділянок лініями, що проходять на рівновіддаленій відстані від берегів п'яти країн. При такому поділі Росії має дістатися 16 % акваторії, Казахстану — 29, Туркменістану — 21, Азербайджану — 20 та Ірану — 14 %. Схема такого поділу показана на рис. 9. Найбільш активно проти такого принципу заперечує Іран, який заперечує можливість поділу акваторії. Певні складнощі можуть виникнути і при будівництві підводних нафтогазопроводів. Так існують проекти будівництва нафтопроводів для перекачування вуглеводнів з Казахстану до узбережжя Аравійського моря через Туркменістан, Афганістан і Пакистан, звідки вже морським шляхом вони могли б слідувати в Європу і Азіатсько-Тихоокеанський регіон. Або траса магістралі з Ірану на територію Туркменістану, звідки вона перетне Каспійське море вже по лінії Туркменбаші-Баку.
- Техніко-технологічні аспекти. Екологічна ситуація в Каспійському морі все гострішає. В даний час за даними експертів за період експлуатації тільки однієї свердловини на Каспії в море потрапляє від 30 до 120 т нафти та інших нафтопродуктів. Крім того, кожна свердловина може скидати в море 150—400 т бурового шламу і 200—1000 т інших бурових відходів. Різкий стрибок обсягів нафтовидобутку на шельфі в найближчі роки може привести до колосального нафтового забруднення акваторії. Згідно з прийнятими розрахунками, на кожен мільйон тонн видобутої у світі нафти припадає в середньому 131,4 т втрат. Експерти відзначають, що для Каспійського моря цей показник може виявитися вище. Виходячи з очікуваного видобутку 250 млн т на рік, в цілому по Каспію втрати складуть до 33 тис. т в рік. Велика частина забруднення припадає на Північний Каспій — близько 24 тис. т на рік.

На північній частині Каспійського моря в умовах мілководдя компанія «Лукойл» працює з «нульовим» скиданням. На казахстанському родовищі Тенгіз при видобутку і переробці нафти компанією «Тенгизшевройл» на прибережних зонах моря станом на 2010 рр. накопичилося 5 млн т сірки, яка забруднює воду, ґрунт і негативно впливає на здоров'я населення. На азербайджанському родовищі АЧГ (Азері, Чираг і Гюнашлі) у зв'язку зі збільшенням видобутку нафти з боку компаній ВР актуальним завданням є питання утилізації пластових вод. Додаткові екологічні складності можуть внести плановані будівництва нафто- і газопроводів (Казахстан- Туркменістан-Іран), інших транспортних систем.
Аналіз сучасної екологічної обстановки морського середовища показує, що існуюча несприятлива екологічна ситуація — це результат багаторічного елементарного ігнорування питань охорони навколишнього середовища з боку колишнього СРСР, що продовжується і зараз в діяльності різних компаній, та невизначеності статусу Каспійського моря. З огляду на тривалість розробки нафтогазових родовищ, а також транскордонних впливів діяльності нафтових компаній на навколишнє середовище, її збереження вимагає проведення єдиної екологічної політики в Каспійському морі. Крім того, необхідно проводити єдині природоохоронні заходи і застосовувати маловідходні та безвідходні технології видобутку.
- Інші забруднювачі. Морська вода забруднюється також різними стічними водами виробничо-побутового призначення. Забруднення моря обумовлене також надходженням забруднюючих речовин з Волги та інших річок, що впадають в Каспійське море, життєдіяльністю прибережних міст, а також затопленням окремих об'єктів у зв'язку з підвищенням рівня Каспійського моря. Хижацький видобуток осетрових і їх ікри, розгул браконьєрства призводять до зниження чисельності осетрових і до вимушених обмежень на їх видобуток і експорт.